# Carel Steven Adama van Scheltema (predikant)
Carel Steven Adama van Scheltema (Den Haag, 25 januari 1815 – Arnhem, 12 augustus 1897) was een Nederlands hervormde predikant, voorman van de matigingsbeweging en samensteller van een groot aantal liedboeken.

## Leven
Carel Steven Adama van Scheltema, telg uit het geslacht Scheltema, was een zoon van Henricus Adama van Scheltema, kassier, later boekhouder bij de Landsdrukkerij, en Madelaine Petronella Perrenoud. Adama van Scheltema begon zijn studie theologie in Leiden in 1832. In 1839 werd hij hervormd predikant in Borssele. Vervolgens werd hij achtereenvolgens predikant in Colijnsplaat (1844), Hoorn (1845) en Amsterdam (1849). Als orthodox christen sympathiseerde Adama van Scheltema met Abraham Kuyper. De brede volkskerk die voor Adama van Scheltema sterk met zijn geloof en werk was verbonden, werd echter door A. Kuyper afgewezen. Van 1879 tot zijn dood was Adema van Scheltema een chronisch eczeem-lijder. Sinds zijn emeritaat in 1881 dat hij om gezondheidsredenen had aangevraagd, woonde hij in Ede en na 1883 in Arnhem. Adama van Scheltema huwde op 1 augustus 1839 in Leiden met Hendrika Jacoba Stokhuyzen (1816-1872). Zij verdronk in 1872. Op 12 juni 1873 huwde hij Françoise Madelon baronesse van Eck (1832-1883). Met Hendrika Stokhuyzen had hij veertien kinderen waarvan twee als baby stierven. Een van de zoons, de antiquair Frederik Adama van Scheltema, was de vader van Carel Steven Adama van Scheltema die als socialistisch dichter bekend is geworden.

## Bestrijding van drankmisbruik
Adama van Scheltema was een veelzijdige en praktische theoloog en trok met volle overgave ten strijde tegen alles wat de beleving van het Evangelie in de gemeente in de weg stond. Dat betrof in de eerste plaats drankmisbruik. Al in Zeeland had hij zich daaraan geërgerd. In navolging van Amerika werden in de eerste helft van negentiende eeuw de eerste Nederlandse drankbestrijdingsverenigingen opgericht. In 1842 ontstond de Nederlandsche Vereeniging tot Afschaffing van Sterken Dranken (NVSD). Adama van Scheltema werd in 1844 lid van de NVSD en kwam al spoedig in het bestuur.
In 1861 werd Adama van Scheltema geheelonthouder in navolging van J.B. Wightman uit Shrewsbury die bekend was om haar werk voor de Total Abstinence Society. Hij wees vanaf dat moment het gebruik van alle alcoholische dranken af, iets wat maar door weinigen werd begrepen.
Naar het voorbeeld van de Total Abstinence Society kwam het in 1862 in Amsterdam tot de oprichting van een Christelijke Wijkverbond, dat onder de hoede kwam te staan van een Christelijke Wijkvereniging. De opzet was om rijken donateurs te laten worden ten bate van de armen in de gemeente. In 1864 werd ten behoeve van de bestrijding van het drankgebruik het wijkgebouw Koning Willems-huis in de Egelantiersstraat geopend. In dit gebouw werden verschillende activiteiten ontplooid waarbij naast evangelieverkondiging en sociale hulpverlening de christelijke geheelonthouding een belangrijke plaats innam. Daarnaast ondernam men ook de aanleg van een waterleidingnetwerk in een deel van de Jordaan. Het bestuur van het Christelijke Wijkverbond waarvan Adama van Scheltema voorzitter was, was kritisch over rijkdom en de bestaande maatschappijstructuur.
Omdat het Adama van Scheltema niet lukte om de NVSD te winnen voor het ideaal van geheelonthouding, richtte hij in 1881 de Nationale Christen Geheel-Onthouders Vereeniging op. Tot zijn dood was hij daarvan voorzitter, respectievelijk ere-voorzitter. Voor deze vereniging redigeerde hij eerst het maandblad De stem der liefde, en na 1891 het weekblad De Wereldstrijd. Samen met J.J. Ph. Valeton en M.W. de Ranitz kan Adama van Scheltema beschouwd worden als de grondlegger van de christelijke geheelonthouding in Nederland. Na veel onbegrip kwam in de jaren 1890 de geheelonthouding tot bloei en kreeg hij hiervoor erkenning.

## Proza, poëzie en liedbundels
Adama van Scheltema heeft als man van het Réveil, een orthodoxe opwekkingsbeweging in protestants Nederland, veel stichtelijk proza en poëzie geschreven en vertaald uit het Engels, Duits en Frans. Engeland was zijn belangrijkste inspiratiebron en hij maakte verscheidene reizen naar Engeland. Zo vertaalde hij werken van onder andere Henry Wadsworth Longfellow, John Bunyan, Harriet Beecher Stowe, Charles Haddon Spurgeon en William Booth.
Naast een warm voorstander van opbouwende volksliteratuur was hij ook een ijverig promotor van de volkszang. Hij vond dat zangverenigingen er goed aan deden om eenvoudige liederen te zingen. Daarbij doelde hij erop een lied zowel qua tekst, muziek als inhoud binnen de belevingswereld van het volk paste. De liederen moesten nog dagen herinnerd worden zodat ze ‘een gezegende uitwerking kunnen hebben op hart en leven. In diverse liederen wijst Adama van Scheltema christenen nadrukkelijk op hun plicht om het evangelie te verkondigen aan de heidenen en op deze manier Gods rijk op aarde te stichten. Ten aanzien van de melodieën in de Vervolgbundel op de Evangelische Gezangen zoals die in 1866 gepubliceerd werd, was hij kritisch. In zijn ogen was er daarbij alleen gelet op technische eisen en had de redactie van deze bundel zich niet bekommerd om het kerkvolk.
In totaal gaf Adama van Scheltema 46 bundels uit met in totaal 2500 liederen. Daarvoor vond hij niet alleen inspiratie in Nederland, maar ook in het buitenland. Adama van Scheltema heeft daarbij met name de Amerikaanse gospel hymns gepropageerd; iets wat ook gold voor Johannes de Heer. In de tweede helft van de negentiende eeuw raakten deze gospel hymns in Europa en ook in Nederland bekend. In zijn bundel Voor huis en school nam hij diverse van deze liederen op; in 1870 en 1872 verscheen een deel daarvan.
Belangrijker voor de verspreiding van de gospelhymns was de bundel In het land der vreemdelingschap (1871) met vertaalde liederen van Phillip Phillips. Twee jaar daarna verscheen nog de liedbundel Voor zang en bedestond, wederom met liederen van Phillip Phillips uit zijn bundel Song Ministry. Uit de voorrede van deze bundel blijkt dat Adama van Scheltema Phillips prijst omdat hij uitsluitend repertoire gebruikt dat voor de zondagsschool werd geschreven en dat hij niet zingt ‘wat niet door iedere eenigzins gevormde stem hem kan worden nagezongen’.
Ook in Zingt den Heer (1873) werd een aantal gospel hymns opgenomen. Van de 200 liederen zijn slechts circa 25 liederen van buitenlandse herkomst; de bundel bevat voor het merendeel oorspronkelijke liederen van Adama van Scheltema. In 1875 en 1876 werden in diverse afleveringen de bundel Opwekkingszangen- Liederen van Ira D. Sankey uitgegeven met in totaal 100 gospel hymns. Adama van Scheltema bleef liederen van Ira David Sankey vertalen. In 1886 verscheen Nieuwe liederen van Ira D. Sankey met 25 liederen. In 1892/1893 verscheen Nieuwe Opwekkingszangen van Ira D. Sankey e.a. met 75 gospel hymns. Deze bundel werd niet populair. Klaarblijkelijk was het nieuwe eraf en was er weinig behoefte meer aan nieuwe gospel hymns.
Naast de gospel hymns vertaalde Adama van Scheltema ook het werk van de Jubilee-zangers in De geschiedenis van de Jubilee-zangers met hunne liederen (1877), waarin tevens 104 Jubilee-liederen in het Nederlands vertaald waren. De Fisk Jubilee Singers maakten in de jaren zeventig van de negentiende eeuw de negrospiritual bekend in Europa. Ook in Nederland gaf deze groep in 1877 uitvoeringen onder andere in Utrecht, Leeuwarden, Sneek en Goes. Met zijn bundel probeerde Adama van Scheltema de Jubilee-liederen populair maken. Daarin was hij echter niet succesvol.
Adama van Scheltema vertaalde niet alleen Engelse liederen, maar ook Franse liederen. Zo verscheen in 1881 de Harpe Zions, een vertaling van de Chants de Sion van César Malan. Uit de voorrede van de Harpe Sions blijkt dat Adama van Scheltema aan de zoon van de auteur, César Malan jr., toestemming heeft gevraagd om deze bundel te mogen uitgeven. De toestemming werd verleend onder de voorwaarde dat de oorspronkelijke Franse woorden en melodieën niet veranderd zouden worden. Omdat de harmonisaties volgens César Malan jr. die tot dan toe verschenen waren, beneden de maat waren, heeft Adama van Scheltema de Nijmeegse musicus Johan Hendrik Götz (1814-1900) gevraagd om nieuwe vierstemmige harmonisaties te schrijven.
C.S. Adama van Scheltema werd echter vooral bekend als auteur van de serie Neerbosch’ Zangen. Deze serie is vernoemd naar de weesinrichting in Neerbosch die door Johannes van 't Lindenhout was opgericht. In 1870 kreeg de weesinrichting 1870 een eigen drukkerij, P.J. Milborn. Diverse weesjongens werden er tot drukker of boekbinder opgeleid. Tot de publicaties van de weesinrichting behoorden veel liedbundels, waaronder veel van Adama van Scheltema. Daarvan werden de jaargangen van Neerbosch’ Zangen bijzonder populair; Adama van Scheltema zorgde voor de teksten, A. Sneep, de muziekdocent van de weesinrichting, voor de muziek. Bij de verspreiding heeft het zangkoor van de weesinrichting een belangrijke rol gespeeld; overal in het landen werden namelijk propaganda-bijeenkomsten georganiseerd waarbij het zangkoor en het muziekkorps van Neerbosch optrad. Veel van de liederenbundels van Adama van Scheltema zijn uitgegeven bij Neerbosch' Weesinrichting in Nijmegen.
Naast al deze vertaalbundels gaf Adama ook nog een aantal andere liedbundels uit. Zo verscheen in 1850 de Liederen voor Huiselijke en Godsdienstoefening in de Morgen- en Avondure uit, en in 1874 Ons Gezangboek. In het kader van zijn strijd tegen alcoholmisbruik gaf hij ook bundels met anti-alcoholliederen uit, zoals in Vrij en blij (circa 1870) en Onze geloofs- en strijdzangen; geheelonthoudersliederen (1892). Het waren liederen op basis van het boekje De jenever erger dan cholera van de predikant Ottho Gerhard Heldring uit 1838. Een selectie van het liedmateriaal uit de verschillende liedbundels van Adama van Scheltema werd in 1889 gepubliceerd in de Gezangen Zions uit 1889.

## Opname liederen in andere liedbundels
Eind negentiende eeuw was de Gezangen Zions de bundel waaruit de zevendedagsadventisten zongen. Verder werden er bijna 100 liederen van Adama van Scheltema uit de Gezangen Zions in de Zangbundel ten dienste van Huisgezin en Samenkomsten van Johannes de Heer opgenomen. Daarnaast werd een aantal liederen van Adama van Scheltema opgenomen in de Evangelische Gezangen, twintig in de Zangbundel der Hersteld Evangelisch Lutherse gemeente en één in de hervormde bundel van 1938 (gezang 5).

## Tractaatgenootschap en Nederlandse Zondagsschool Vereniging
Adama van Scheltema was 45 jaar bestuurslid van het Nederlandsch Godsdienstig Tractaatgenootschap, een genootschap dat bestond van 1822 tot iets na 1900. Als secretaris daarvan heeft hij vele Bijbelsche Almakken volgeschreven. In de Bijbelsche Almanak, die jaarlijks werden uitgegeven, publiceerde Adama van Scheltema onder andere vertalingen van gospelhymns. Verder was hij naast Philippus Jacobus Hoedemaker, T.M. Looman en E. van Weede Dijkveld mede-oprichter van de Nederlandse Zondagsschool Vereniging in 1865 en bekleedde het voorzitterschap daarvan. Deze vereniging stelde zich ten doel om de evangelische bijbelkennis te verspreiden evenals liefde voor geloofswaarheid onder de jeugd door middel van zondagsscholen. Met het eigen maandblad De Christelijke Familiekring wilde men niet alleen de kinderen, maar via hen ook de ouders bereiken. Adama van Scheltema was ook mederedacteur van dit maandblad. Er werd gestimuleerd dat zondagsschoolonderwijzers de kinderen thuis bezochten. Daarmee probeerden men een nauwe relatie te leggen tussen zondagsschool en huis.

## Werken
- Immanuel. Kerstdags-feestlied[a], Middelburg, Altorffer (1845)
- Geertruida, of De liefde des geloofs[b][c], Amsterdam (1847). Vert. uit het Engels van: Gertrud. 1845
- De lotgevallen van Margaretha Cathpole, een waar geschiedverhaal[d], Amsterdam, P. Kraaij (1848). Vert. uit het Engels
- Lessen van levenswijsheid. Eene geordende dichterlijke bloemlezing uit Salomo's spreuken[e], Maastricht (1848)
- Aanprijzing der onthouding van sterken drank, in eene leerrede over 1 Cor. IX vs. 25 en eenige dichtstukjes[f], Hoorn, Vermande (1848)
- Afscheids-rede tot de Hervormde gemeente te Hoorn en intree-rede bij de Hervormde gemeente te Amsterdam[g], Amsterdam, J.D. Sijbrandt (1849)
- Liederen voor Huiselijke en Godsdienstoefening in de Morgen- en Avondure[h], D.H. Fikkert, Amsterdam (1850).
- De spiegel der waarheid. Fabelen, Florian naverteld[i], Amsterdam, A. Jager (1851).
- Oudejaarsavond leerrede over Joh. XVII:4, te Amsterdam, 31 dec. 1850[j], Montfoort, Protest. Lanbouwk. Gesticht (1851).
- Gedachten over de wenschelijke hoofdbepalingen van een genootschap tot afschaffing van sterken drank ...[k], Amsterdam, Van Heteren (1851).
- De evangelieberigten aangaande des Heeren lijden, sterven en opstanding naar tijdsorde tot een overzigt gerangschikt. Door bijvoeging der overige feestteksten tevens ingerigt om als leiddraad te kunnen dienen bij de jaarlijksche prediking der feest- en lijdensstoffen[l], Amsterdam, Jager (1851). Omslagtitel: Des Heeren laatste lijden en heerlijkheid.
- De voorregten en roeping der vrouw, als discipelinne des Heeren, geschetst met terugzien op de eerste drie eeuwen onzer Christelijke jaartelling[m], Amsterdam (1852). Naar het Engels van Henre. Suze. Smith.
- Regten en pligten, of de weg tot het duurzaam volksgeluk. Een verhaal uit den jongsten tijd ontleend[n][o], Sneek, Van Druten & Bleeker (1852). Naar het Engels van Frederick Richard Chicester.
- Christelijke vrouwen, geschetst als voorbeelden van godvrucht en liefdadigheid[p][q], Amsterdam (1853). Vrij bew. naar Women on christianity exemplary for acts of piety and charity van Julia Kavanagh, 1852
- Godsdienstige rede gehouden in de Nieuwe Kerk 17 april 1853[r] (1853)
- Zegepraal des Evangelies, of openlegging der redelijke gronden, die mij van een atheïstisch ongeloof tot aanneming der zaligmakende waarheid in Christus bragten[s], Amsterdam, Weduwe L. van Hulst en zoon (1854). Naar den vierden druk uit het Engelsch vert. van Testimony to Truth of Christianity van Alexander Harris.
- Wat een koopman vermag of Samuel Budgett, in leven koopman te Bristol, geschetst als een voorbeeld voor allen die in het maatschappelijk leven wenschen te slagen[t], Sneek, Van Druten en Bleeker (1854). Vrij bew. naar den 10e dr. uit het engels van S.F. Arthur.
- Des krijgsmans weeze aan haars vaders strijdbroeders bij hun feestvieren gedenken aan de verdediging van Antwerps citadel in het jaar 1832[u], Amsterdam, J. H. Scheltema (1857).
- Hulde aan Willem Egeling, stichter der Nederlandsche Vereeniging tot Afschaffing van Sterken Drank[v], Haarlem, C. Zwaardemaker (1858). Redevoering, uitgesproken te Haarlem, bij de jaarlijksche algemeene vergadering der vereeniging, op 8 Julij 1858.
- Rome en de bijbel. Handboek bij de behandeling der punten van verschil tusschen de Roomsch-catholieke en Protestantsche geloofsbelijdenis[w], Amsterdam, Van Bakkenes (1859). Vert. van Rome et la bible van Félix Bungener, 1859.
- Perpetua, oorspronkelijk dichtstuk, en Miles Standish, Longfellow naverteld[x], Amsterdam, Scheltema (1859).
- Toespraak bij het geopende graf van Johannes Muntendam, in leven predikant bij de Nederduitsch Hervormde Gemeente te Amsterdam[y], Amsterdam (1859)
- Nadere mededeelingen uit de achterbuurt[z], Amsterdam, Scheltema (1862). Uit het Engels van J.B. Wightman.
- Vriendschaps-aandenken. Berigten, aangaande en aanteekeningen naar aanleiding van mijne reize naar Engeland en Schotland als vertegenwoordiger van de Nederl. Vereeniging tot afschaffing van sterken drank op het afschaffers-congres te Londen en als afgevaardigde van het Nederl. Godsdienstig Traktaatgenootschap[aa], Amsterdam (1862)
- Bezoek aan de schrijfster van Uit de achterbuurt, mevrouw J. B. Wightman te Shrewsbury[ab], Amsterdam (1862)
- Een gouden boekske en zijn schrijver, of Des zondaars vriend[ac], Amsterdam (1863). Vert. uit het Engels van J. Vine Hall.
- De zondaarsvriend. Met een kort levensberigt des schrijvers[ad], Rotterdam, M. Wyt & Zonen (1864). Vert. van The sinner's friend van J. Vine Hall.
- Wat goeds ik in den vreemde zag. Schetsen uit de reis-portefeuille van C. S. Adama van Scheltema[ae][af], Amsterdam, H. Hövecker (1864-1865).
- Het woord dat niet ledig wederkeert, of hoe in de huiselijke toestanden onzer werklieden en behoeftigen verbetering is te brengen[ag], Amsterdam (1865). Van mevr. Bayly; uit het Eng. onder toez. van C.S. Adama van Scheltema.
- 18 Junij 1865. Liederen[ah], Amsterdam, P.M. van der Velde (1865).
- De stem van St. Helena. Getuigenis van Napoleon aangaande den Christus[ai], Amsterdam, Höveker (1865).
- Onze zangen. Tien vierstemmige liederen[aj], Amsterdam, Kirberger (1867).
- Een Hervorming in ons weldoen, aan de Gemeente des Heeren aanbevolen op den 350-sten Gedenkdag der Kerkhervorming[ak], Amsterdam (1867). Naar het Eng. van William Arthur.
- Wenken over de plaats en beteekenis, welke aan de symboliek op het gebied der openbaring toekomt, ook als wapen tegen den invloed van ongeloof en wereldwijsheid[al], Amsterdam, Höveker (1867).
- Lord Radstock en zijne geestverwanten in hun doel en streven beschouwd[am], Amsterdam (1867).
- William Henry Ebsworth. Een teederlievend zoon en voorbeeldig werkman als martelaar voor de heiligste beginselen door ruw geweld gedood ...[an], Amsterdam, Hövecker (1867)
- De christen- en christinnereis naar de eeuwigheid[ao]Amsterdam, (1867-1869). Opnieuw uit het Engelsch van Johannes Bunyan vertaald. Met aant. van den Engelschen predikant Robert Maguire.
- Laat ieder voor zich zelven zorgen en zich met zijne eigene zaken bemoeijen. Een verhaal voor den Kersttijd[ap], Amsterdam (1868). Naar het Engels van H. Beecher Stowe.
- Hoe het morgenrood van Italië in nacht verkeerde. Geschiedenis uit het tijdperk der Hervorming in de zestiende eeuw[aq], Amsterdam (1868). Vert. uit het Engels.
- Openbare brief aan Dr. A. Kuyper (naar aanleiding zijner brochure: kerkvisitatie te Utrecht in 1868)[ar], Amsterdam, H. Höveker (1868).
- Gemeentestrijd tegen de drinkgewoonten des tijds. Mededeeling uit het kerkelijk leven in Ierland[as], Amsterdam (1869).
- Praatjes van Jan Ploeger[at], Amsterdam, Kirberger (1869). Vert. van: John Ploughman's talk, or plain advice for plain people van C.H. Spurgeon, 1869.
- Wat een veder met een weinig olie al uitrigten kan[au], Utrecht, J.H. van Peursem (1870). Vert. van: The oiled feather van P.B. Power, 1870
- Kinderliederen[av], nagezongen door C.S. Adama van Scheltema. Amsterdam, L.J. Eckel (1870). Vert. van: Kinderlieder van G.Chr. Dieffenbach. Ebendorf, 1870
- Vrij en blij. Liederen van gemengden aard voor den gezelligen kring. Aan de Amsterdamsche Afdeeling van de Nederl. Vereeniging tot Afschaffing van den Sterken Drank, als feestgave aangeboden door C.S. Adama van Scheltema, P.M. van der Made, Amsterdam (ca. 1870).
- In het land der vreemdelingschap. Zangen des geloofs naar Philip Phillips.[aw] L.J. Eckel, Amsterdam (1871).
- Voor Huis en School. Liederen uit den Bijbelschen Almanak[ax], L.J. Eckel, Amsterdam (ca. 1872).
- 1572-1872. Twee liederen voor de Nederlandsche jeugd, op den gedenkdag van Brielle's verlossing 1 April 1872[ay] (1872)
- Komt tot Jezus. De weg des heils voor jeugdigen in dichtmaat ontvouwd[az], Amsterdam (1872). Vrij naar het Frans.
- De lamp op ons pad. Nieuwjaarstraktaatje[ba], Amsterdam, D.B Centen (1873).
- Voor zang en bedestond. Naar Philip Phillips, Amsterdam (1873).
- Koning-Willemshuis-liederen[bb], Amsterdam (1874).
- John Howard, en zijn arbeid onder de gevangenen, honderd jaren na zijn openbaar optreden herdacht[bc], Amsterdam, Höveker (1874)
- Ons Gezangboek. Psalmen en gezangen voor bijzonder en openbaar gebruik (1874).
- Opwekkingszangen. Liederen van Ira D. Sankey nagezongen door C.S. Adama van Scheltema[bd], Amsterdam, Höveker (1875).
- In het land der vreemdelingschap. Zangen des geloofs[be], Amsterdam, Höveker (1875). Vert. uit het Engels naar Philip Phillips.
- Het nieuwe leven. De weg tot heiliging van hart en wandel naar de behoefte dezes tijds ontvouwd en aanbevolen[bf], Amsterdam, Höveker (1875). Naar het Hoogduitsch van F. Fabri.
- Ziektebehandeling met als zuiver gewaarborgd azijnzuur, naar de geneeswijze van dr. F. Coutts van Aberdeen. Benevens eene beoordeling over diens werk over Chronische Ziekten door Dr. Alex. Munro[bg], Nijmegen, Milborn (ca. 1875). Vert. uit het Engelsch van J. Coutts.
- Zingt den heer. Twee Honderd voor orgel en piano gezette vierstemmige liederen, ten gebruike in zondagschool, bidstond en huisgodsdienst[bh], L.J. Eckel, Amsterdam (1876). Naar het Engelsch. Uitgave voor het volk.
- Een ziende blind en een blinde ziend geworden[bi], Amsterdam, Höveker & Zoon (1877). Vert. uit het Hoogduitsch van O. Funcke
- De geschiedenis van de Jubilee-zangers met hunne liederen[bj], Amsterdam, Het Evangelisch Verbond (1877). Vert. van: Jubilee songs, 1872.
- Keur van Slavenzangen, door Negers in de Zuidelijke Staten van Amerika in hunnen staat van dienstbaarheid gezangen. Amsterdam, Het Evangelisch Verbond (1877). De liederen in deze uitgave zijn tevens gepubliceerd in de bundel De geschiedenis van de Jubilee-Zangers met hunnen liederen.
- Veertien dagen op de zee van Galilea[bk], Amsterdam, Höveker (1878). naar 't Engelsch uit: The Rob Roy on the Jordan, Nile, Red Sea, & Gennesareth, ... van John MacGregor.
- De bestrijding der nationale drinkgewoonten in Amerika[bl], Amsterdam, Kirberger (1878).
- Volksonderwijs over alkohol[bm], Nederlandsche Vereeniging tot Afschaffing van Sterken Drank (1879). Vert. van: Temperance lessonbook van B.W. Richardson.
- Neerbosch' Zangen, eerste jaargang (1879).
- Geloofsroem onder druk en kruis. Proeve eener vrije vertolking der zangen, waarin Amerika's negerslaven den heer Jezus Christus als hun zaligmaker hebben verheerlijkt[bn], Leiden, Kousbroek (ca. 1880).
- Neerbosch' Zangen, tweede jaargang (1880).
- Neerbosch' Zangen, derde jaargang (1881).
- De Harpe Zions (Chants de Zion)[bo] van Cesar Malan vrij gevolgd door C.S. Adama van Scheltema. Nijmegen, P.J. Milborn (1881). De Nederlandse tekst en de Franse vertaling tegenover elkaar.
- Neerbosch' Zangen, derde jaargang (1881).
- Ontmaskerd. Toespraken van Dr. T. de Witt Talmage[bp], Sneek, Pijttersen (1881-1882). Vert. uit het Engels.
- Neerbosch' Zangen. liederen der weezen te Neerbosch. Vierde jaargang[bq], Nijmegen, Milborn (1882).
- Neerbosch' Zangen, eerste bundel (1882).
- Neerbosch' Zangen, eerste bloemlezing (1882).
- Neerbosch’ Zangen: Bloemlezing uit den I. en II. Bundel voor gemengd koor[br], Nijmegen, P.J. Milborn (1882).
- Neerbosch' Zangen, vijfde jaargang (1883).
- "Zijn God onderricht hem". Schetsen aan landbouw en veeteelt ontleend[bs], Amsterdam, Höveker (1883). Vert. van: Farm sermons van C.H. Spurgeon, 1882.
- Neerbosch' Zangen, zesde jaargang (1884).
- Neerbosch' Zangen, tweede bundel (1885).
- Neerbosch' Zangen, tweede bloemlezing (1885).
- Godsdienstige rede, gehouden bij de vijftigste openbare jaarvergadering der Nederlandsche Vereeniging tot Afschaffing van den Sterken Drank, op den 13 September 1885[bt] (1885)
- Nieuwe liederen van Ira D. Sankey, P.J. Milborn, Nijmegen (1886).
- Des werkmans ergste vijand. Leerrede[bu], Utrecht, C.H.E. Breijer (1886). Vert. uit het Engels van T. de Witt Talmage.
- George Burder. Een geloofsheld uit het laatst der vorige eeuw[bv], Amsterdam (1887). Vert. naar het Engelsch van S.G. Green.
- Vier feestliederen ter gelegenheid van 't 70-jarig geboortefeest van Z. M. Koning Willem III[bw], Gorinchem, (1887).
- Gezangen Zions: Liederen ten gebruike voor Godsdienstoefeningen, Zang- en Bedestond. Het internationaal Traktaatgenootschap, Chicago/London/Hamburg/Kaapstad (1889).
- John Bunyan. Uit zijn leven en naar zijne geschriften beschouwd[bx], Nijmegen, Milborn (1889). Vrij naar het Engels bewerkt. Bevat ook tekst van John Bunyan.
- Ons gezangboek: liederen in gebruik bij de godsdienstoefeningen en samenkomsten in het Koning-Willemshuis. Geschenk tot aandenken van den stichter[by], Amsterdam. (1889). De stichter is C.S. Adama van Scheltema.
- De advokaat des duivels te hulp geroepen. Verweer- en smeekschrift[bz], Utrecht, C.H.E. Breijer (1890)
- Vader Mathew. Gedachtenis-schrift naar aanleiding van den honderdsten verjaardag zijner geboorte[ca], 's-Gravenhage, H.L. Smits (1890). Op uitnoodiging van het hoofdbestuur der Nederlandsche Vereeniging tot afschaffing van s.-drank vervaardigd door C.S. Adama van Scheltema
- Zondagschoolzang. handleiding voor zangonderwijs, in lessen en voorbeelden[cb], Amsterdam, Höveker (ca. 1890). Naar het Engelsch van John Curwen. Uitgegeven door de Nederlandsche Zondagschool-Vereeniging
- Gemeenteleven[cc] (ca. 1890)
- Neerbosch' bloemenkorf. Een geschenk voor meisjes[cd], Nijmegen, Milborn (ca. 1890).
- In Engelands donkerste wildernissen en de weg ter ontkoming[ce], Amsterdam, Van Looy (1891). Vert. van: In darkest England and the way out door William Booth. London 1890.
- Vijf en Twintig Liederen op keur van Evangelische Gezangen- melodieën. Voor Gemengd Koor, Orgel of Piano gezet door G.B. van Krieken. Organist te Rotterdam. P.J. Milborn, Nijmegen (1891).
- Hoe het morgenrood van Italië in nacht verkeerde. Geschiedenis uit het tijdperk der Hervorming in de zestiende eeuw[cf], Leiden, Kousebroek (1892)
- Charles Haddon Spurgeon[cg], Nijmegen, Milborn (1892)
- Bij het graf van Jan Ploeger en des Ploegers lofrede op eigen huis en haard[ch], Amsterdam, D.B. Centen (1892). Ten voordeele van de stichting van een Zeemansrust en tehuis te IJmuiden
- Onze geloofs- en strijdzangen. Geheelonthoudersliederen[ci], Leiden, T.J. Kousbroek (1892). Samengesteld door C.S. Adama van Scheltema en J.J.P. Valenton (1892).
- Neerbosch' Zangen, derde bloemlezing (1892).
- Nieuwe Opwekkingszangen van Ira D. Sankey e.a. nagezongen door C.S. Adama van Scheltema, P.J. Millborn, Nijmegen (1893).
- Tot aandenken 1815-1895. Vriendschapsoffer[cj], Leiden, T.J. Kousbroek (1894)
- Geloofsroem in Verdrukking. Den jubilézangers nagezongen. Kousbroek, Leiden (1894).
- De grondvesters en eerste voorzitters van het Britsch- en Buitenlandsch Bijbelgenootschap[ck], Gouda, Kousbroek (1896). Naar het Engelsch van Henry Morris. Ten voordeele der uitbreiding van het Zeemans- en Vissers Tehuis te IJmuiden
- Harriet Beecher Stowe, in de lijst van haar tijd; levenschets van de schrijfster der Negerhut[cl], Gouda, T.J. Kousbroek, 1896
- Aanval en verweer. Vriendschappelijk oordeel van vrienden des volks naar aanleiding der meening van Dr. Bronsveld en den predikant Sikkel, over de geheel-onthouding, in verband met het toenemend alcoholisme en het dienstbaar maken daarvan aan de belangen der rijksschatkist[cm], Gouda, Kousbroek (1896)
- Een - en - veertig jaren in Indië. Levenschets van Lord Roberts, veld-maarschalk van het leger in Engelsch-Indië, en stichter der militaire onthouders-vereeniging in Engelsch-Indië en het moederland[cn] (1897). Uit het Engels van W.T. Stead].
- Bloemlezing uit de Harpe Sions. Liederen van César Malan. Vrij gevolgd. P.J. Milborn, Nijmegen (1898).
- Trichordium. Zestig liederen voor driestemmig vrouwen-, mannen- en gemengd kinderkoor[co], Nijmegen : Milborn (ca. 1900).
- Dient den Heer; Liederen en verhalen voor de jeugd, L.J. Eckel, Amsterdam, zonder jaar.
- Kerstliederen voor zondagsscholen en zangvereenigingen. Met muziek voor gemengd, koor, orgel of piano. Neerbosch' Boekhandel, Neerbosch, zonder jaar.
- Neerbosch’ Zangvogeltjes, zonder jaar.

- Biografisch Portaal: 98357617
- Digitale Bibliotheek voor de Nederlandse Letteren: adam004
- Gemeinsame Normdatei: 123550793
- International Standard Name Identifier: 0000 0000 1413 6380
- Nederlandse Thesaurus van Auteursnamen: 068363206
- Trove: 1063165
- Virtual International Authority File: 50138301
- WorldCat: E39PBJfh79QvVbQFjjhDPtCbBP